# Kenzo
Kenzo és una marca de roba francesa fundada el 1970 pel dissenyador japonès Kenzo Takada i propietat de l'empresa multinacional LVMH d'ençà del 1993.

## Història
Kenzo Takada va néixer al Japó i es va traslladar a París el 1964 per a iniciar la seva carrera com a dissenyador de moda. Més endavant, es va fer conegut per emprar un estil d'influència asiàtica en la confecció de la moda europea. Va obrir la botiga Jungle Jap situada a la Galerie Vivienne i decorada amb un interior inspirat en la selva. Va començar amb roba de dona feta a mà i va fer la seva primera col·lecció amb teixits per valor de 200 dòlars comprats en un magatzem de descomptes a Montmartre. La marca es va convertir en Kenzo després d'una desfilada de moda a Nova York el 1976, ja que el mercat estatunidenc va considerar «Jungle Jap» era massa pejoratiu.
El 1983 Kenzo va començar a dissenyar col·leccions per a home, i després per a infants i per a la llar el 1987, seguit de colònies el 1988. Des del 1999 fins al 2003, Gilles Rosier i Roy Krejberg van dissenyar les línies femenina i masculina, respectivament.
Des del 2008 fins al 2011, Antonio Marras va exercir com a director creatiu de Kenzo. Les vendes estimades de Kenzo l'any 2011 van ser de 150 milions d'euros (197,4 milions de dòlars).
El 2011, Carole Lim i Humberto Leon de la marca Opening Ceremony van ser nomenats codirectors creatius. A la parella se li atribueix la revitalització de la marca Kenzo i fer-la atractiva per a una clientela més jove, així com redefinir i ampliar el paper d'un director creatiu de moda per abastar tots els elements del treball creatiu d'una marca, no només el disseny de les peces.
El 2012, els dissenyadors Humberto Leon i Carol Lim van presentar un jersei de punt amb el dibuix d'un tigre per a la col·lecció de tardor 2012 de Kenzo. Malgrat la resistència inicial de l'equip de disseny de Kenzo, les dessuadores del tigre es van fer extremadament populars, i la sèrie inicial de dessuadores es va esgotar en poques hores a la botiga de Kenzo a París. Des d'aleshores, la roba amb el tigre dissenyades per Leon i Lim han estat usades per celebritats com Jay-Z, Kevin Hart, Beyoncé, Zooey Deschanel, Selena Gomez, Spike Jonze, Lorde i Rihanna.
Per a la col·lecció de tardor i hivern 2016, Kenzo va produir l'anunci publicitari de The Realest Real protagonitzat per Laura Harrier, Mahershala Ali, Natasha Lyonne i Rowan Blanchard, i dirigit per Carrie Brownstein. També el 2016, Sean Baker va dirigir un curtmetratge protagonitzat per la model Abbey Lee anomenat Snowbird per a Kenzo SS16. El 2016, Kenzo va anunciar la seva col·laboració amb H&M. La col·lecció Kenzo X H&M es va comercialitzar el 3 de novembre de 2016. Kenzo també col·labora amb l'empresa Inglot Cosmetics, que fabrica productes de maquillatge. El 21 de març de 2018, Kenzo va revelar que Britney Spears era la cara de la seva nova campanya «La Collection Memento No. 2».
El 2017, Kenzo va convertir el negoci d'accessoris i sabates en gairebé el 30% dels seus ingressos. Lim i Leon van sortir de Kenzo el 2019. També el 2019, Kenzo va finalitzar el seu acord de distribució amb I.T per recuperar el control de les seves 35 botigues a la Xina mitjançant una empresa conjunta amb el mateix soci. Sota la direcció creativa de Felipe Oliveira Baptista, Kenzo va comercialitzar una línia de roba esportiva per a home i dona, anomenada Kenzo Sport.
El juny de 2020, Kenzo va presentar la seva primera flagship store al SoHo. El setembre de 2021, Kenzo va nomenar Nigo de la marca A Bathing Ape com a nou director artístic.